# Grande madre acqua
Grande madre acqua (Γолемата Вода Golemata voda) è un romanzo scritto da Živko Čingo (Velgošti, 1936 – Ocrida, 1987) e ambientato nella Repubblica Socialista di Macedonia negli anni seguenti alla Seconda guerra mondiale. Da questo romanzo è stato tratto il film Golemata voda.

## Trama
Nel 1946 il piccolo Lem, rimasto orfano, entra all'orfanotrofio "Chiarezza". Qui gli viene assegnato Keïten come compagno di fila: la regola vuole che vengano appaiati un ragazzo calmo e uno irrequieto. Keïten è fuori dagli schemi, ride spensierato in un contesto drammatico e ha la forza di sognare, tanto da coinvolgere Lem nel sogno della Madre Acqua e del Monte Senterlev da cui nasce il sole.
La narrazione prosegue con la descrizione dell'orfanotrofio, circondato da un muro invalicabile che riporta ancora le scritte lasciate dagli internati quando la struttura ospitava un manicomio. Nell'orfanotrofio è essenziale possedere un dossier, testimonianza del proprio passato, della propria condotta e della propria identità. Chi ne è sprovvisto, come Keïten, viene considerato una nullità.
I bambini vivono in un contesto durissimo, preda dei pidocchi, dell'inclemenza del clima e della violenza degli educatori. Il direttore è Ariton Iakovleski, detto Piccolo Padre; un uomo che ha conosciuto la guerra e che è avvezzo alla crudeltà e alla violenza come tutti gli educatori dell'orfanotrofio. Lo stesso Keïten subisce la brutalità dell'educatrice Olivera Srezoska che lo sospetta responsabile di aver imbrattato il ritratto di Stalin. Keïten viene ridotto in fin di vita e rinchiuso in cantina.
Keïten sopravvive ma cambia atteggiamento: nell'animo conserva la sua libertà e la propensione al sogno, tuttavia inizia ad assimilare gli insegnamenti degli educatori e a volere un dossier. 
All'interno dell'orfanotrofio le piccole spie che fanno rapporto agli educatori vengono lodate e premiate. Succede quindi che il piccolo compagno Metodia Grischkoski presenta un rapporto su un'infrazione di Keïten, documentando dettagliatamente il lavoro di intaglio di un bastoncino rubato. Quando il Piccolo Padre lo interroga sulle sue intenzioni, Keïten risponde sconsolato che voleva fare una madre.
Quel momento segna un cambiamento radicale nel Piccolo Padre e in tutti i bambini, portando reciproca comprensione e perdono.

## Edizioni
- Živko Čingo, Grande Madre Acqua, Roma, CasaSirio Editore, 2018.